# 20 Samodzielny Batalion Piechoty Zmotoryzowanej (Ukraina)
20 Samodzielny Batalion Piechoty Zmotoryzowanej „Dniepropetrowsk” – batalion Wojsk Lądowych Ukrainy, podporządkowany 93 Charkowskiej Samodzielnej Brygadzie Zmechanizowanej. Jako batalion obrony terytorialnej brał udział w konflikcie na wschodniej Ukrainie. Batalion stacjonuje w Czerkaśkem w obwodzie dniepropetrowskim.

## Działania bojowe
W początkach maja 2014 roku batalion wykonywał zadania ochrony porządku publicznego w Dniepropetrowsku. 8 maja Dniepropetrowsk wziął udział w walkach o Mariupol. Podczas nich poległo jego dwóch żołnierzy, w tym zastępca dowódcy, ppłk S. Demydenko. Od 30 maja batalion kontrolował razem z batalionem MSW „Dniepr” stacje kolejowe Prosjana, Słowjanka, Dobropillja, Daczne oraz inne pobliskie przygraniczne stacje. 31 października batalion został wycofany do obwodu dniepropetrowskiego. 22 stycznia 2015 roku czterech żołnierzy poległo w walkach o punkt kontrolny w Krasnym Partyzanie. Pod koniec stycznia w tym samym miejscu separatyści donieccy wzięli do niewoli jedenastu żołnierzy batalionu. Na dzień 10 lutego „Dniepropetrowsk” stacjonował pod Debalcewem.